# Abenhall
Abenhall – wieś w Anglii, w hrabstwie Gloucestershire, w dystrykcie Forest of Dean. Leży 17 km na zachód od miasta Gloucester i 168 km na zachód od Londynu.